# プレザント郡区 (アイオワ州カス郡)
プレザント郡区は、アメリカ合衆国、アイオワ州、カス郡にある16の郡区の一つである。2000年の国勢調査で、人口は1301人だった。

## 地理
プレザント郡区は、91.2平方キロメートル（35.23平方マイル)で、Griswoldが含まれる。
アメリカ地質調査所によると、この郡区はLowmanとPleasant Townshipの2つの霊園が含まれる。